# Phaeolejeunea amicorum
Phaeolejeunea amicorum là một loài Rêu trong họ Lejeuneaceae. Loài này được (Hürl.) Pócs mô tả khoa học đầu tiên năm 2008.